# The Last Full Measure
The Last Full Measure (с англ. «Последняя полная мера») — третий студийный альбом шведской пауэр-метал-группы Civil War, выпущенный 4 ноября 2016 года. Это последний альбом этой группы с участием вокалиста Нильса Патрика Юханссона.

## Об альбоме
Альбом посвящён Гражданской войне в США, Второй мировой войне, а также повествует о социальных и религиозных проблемах человечества. На песню «Tombstone» был снят видеоклип.

## Список композиций
| №   | Название                                                                  | Длительность |
| --- | ------------------------------------------------------------------------- | ------------ |
| 1.  | «Road to Victory»                                                         | 4:50         |
| 2.  | «Deliverance» (песня, посвящённая Тринадцатой поправке к Конституции США) | 5:24         |
| 3.  | «Savannah» (песня о битве за Атланту и про тактику Шермана Текумсе)       | 4:14         |
| 4.  | «Tombstone» (перестрелка у корраля О-Кей)                                 | 3:20         |
| 5.  | «America» (про колонизацию Америки)                                       | 5:33         |
| 6.  | «A Tale That Never Should Be Told»                                        | 6:14         |
| 7.  | «Gangs of New York» (про бунт «Мёртвых Кроликов»)                         | 4:13         |
| 8.  | «Gladiator»                                                               | 3:29         |
| 9.  | «People of the Abyss»                                                     | 4:12         |
| 10. | «The Last Full Measure» (отсылка к Геттисбергской речи Авраама Линкольна) | 6:33         |
| 11. | «Strike Hard, Strike Sure» (бомбардировка Дрездена)                       | 3:57         |
| 12. | «Aftermath» (Нюрнбергский процесс)                                        | 5:02         |

## Участники записи
- Нильс Патрик — вокал
- Рикард Сунден — гитара
- Даниэль Мюр — клавишные
- Петрус Гранар — гитара, бас
- Даниэль Муллбек — барабаны

## Позиции в хит-парадах
| Чарты (2016)                  | Высшая позиция | Пребывание в чарте |
| ----------------------------- | -------------- | ------------------ |
| Бельгия/Фландрия (Ultratop)   | 162            | 1 неделя           |
| Бельгия/Валлония (Ultratop)   | 147            | 1 неделя           |
| Германия (Offizielle Top 100) | 95             | 1 неделя           |
| Швеция (Sverigetopplistan)    | 47             | 1 неделя           |